# Drinkin’ & Courtin’
Drinkin’ & Courtin’ ist das vierte Studioalbum der Irish-Folk-Band The Dubliners. Es erschien 1968 als LP auf dem irischen Label Major Minor Records. Später wurde es auch unter den Namen I Know My Love von EMI Ireland und The Dubliners von Fiesta Records wiederveröffentlicht.

## Hintergrund
Das insgesamt vierte Studioalbum der Dubliners wurde von Tommy Scott produziert und 1968 von dem irischen Label Major Minor records veröffentlicht. Das Album enthält neben mehreren traditionellen Folk-Liedern auch die beiden Coverversionen Dirty Old Town und Come My Little Son, die im Original von Ewan McColl stammen. Zwei weitere Lieder stammen von Dominic Behan.

## Titelliste
Alle Titel, bis auf die gesondert angegebenen, basieren auf alten Folkliedern und wurden von The Dubliners arrangiert.

A-Seite
1. Dirty Old Town – 2:54 (Ewan McColl)
2. Quare Bungle Rye – 2:34
3. Peggy Gordon – 3:28
4. Rattling Roaring Willie – 1:49
5. O’Carolan’s Concerto – 1:33 (auf einigen Versionen als Carolan Concerto angegeben)
6. The Herring – 4:53
7. The Parting Glass – 2:28

B-Seite
1. Maids, When You’re Young, Never Wed an Old Man – 3:29
2. A Gentleman Soldier – 2:08
3. Hand Me Down Me Petticoat – 1:46 (Dominic Behan)
4. The Donkey Reel (Flop Eared Mule) – 1:41
5. I Know My Love – 2:53
6. Mrs McGrath – 2:21 (Arr. Dominic Behan)
7. Maid of the Sweet Brown Knowe – 2:06
8. Come My Little Son – 3:18 (Ewan McColl; auf einigen Versionen My Little Son)

## Versionen
Das Album erschien zunächst 1968 als Drinkin’ & Courtin’ über Major Minor Records. Nachdem das Label von EMI aufgekauft worden war, erschien 1971 das Album als I Know My Love mit einem anderen Cover. Für den US-Markt wurde 1971 von Fiesta Records eine weitere Version des Albums als The Dubliners aufgelegt, erneut mit einem anderen Cover. Auf dieser Edition fehlten die Lieder Come My Little Son, Maid of the Sweet Brown Knowe und The Parting Glass. Die gleiche Version, aber unter dem Originaltitel, wurde 1971 von Music for Pleasure erneut aufgelegt. Eine CD-Version erschien erst 2012 über EMI. Das Album wurde von Peter Mew in den Abbey Road Studios remastered. Basis waren die originalen Monoaufnahmen. Die Liner Notes stammen von John Tobler.

## Liedinfos
Bei O’Carolan’s Concerto und The Donkey Reel (Flop Eared Mule) handelt es sich um Instrumentalstücke. O’Carolan’s Concerto stammt aus dem 17. Jahrhundert und wurde von dem bekannten irischen Barden Turlough O’Carolan geschrieben.
Peggy Gordon ist ein kanadisches Folklied, das später auch von The Corrs und Sinéad O’Connor interpretiert wurde.
The Parting Glass, ein Abschiedslied für Gesellschaften, stammt aus dem 18. Jahrhundert.
Mrs. McGrath wurde von Dominic Behan auf Grundlage eines instrumentalen Folkstückes umarrangiert. Seine Bearbeitung handelt von einem Jungen, der zum Studieren nach Dublin geht, dort aber sein gesamtes Erspartes für Frauen und Alkohol ausgibt.

## Erfolg
Das Album erreichte als letztes Album bis zu The Dubliners 25 Years Celebration (1987) eine Chartplatzierung in den britischen Charts. Das Album erreichte Platz 31 und verblieb drei Wochen in den Charts. Als Single wurde Maids, When You’re Young, Never Wed an Old Man ausgekoppelt. Das Lied erreichte Platz 43 der Charts.